# Micromia hypocalypsis
Tripteridia hypocalypsis là một loài bướm đêm trong họ Geometridae.